# Theater Basel
Theater Basel è il teatro comunale della città di Basilea in Svizzera, sede degli spettacoli di opera e balletto. Vengono rappresentati inoltre  commedie, musical e operette. 
Poiché il teatro non ha una sua orchestra, l'Orchestra sinfonica di Basilea è solitamente incaricata di esibirsi per produzioni di opera e balletto secondo necessità. Per opere del repertorio musica barocca viene utilizzata l'orchestra barocca  La Cetra.

## Storia

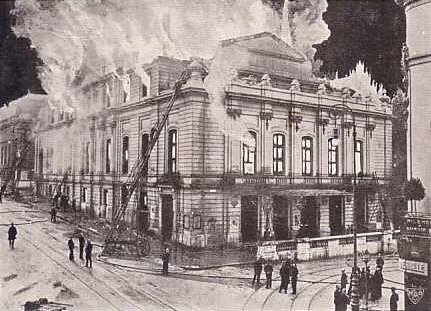
Theater Basel (seconda edificazione) distrutto dal fuoco nel 1904 (cartolina del 1904).

Theater Basel venne fondato nel 1834 con il nome di Basler Stadttheater. Il primo edificio fu progettato dall'architetto svizzero Melchior Berri. 
Nel 1873 iniziarono i lavori per un nuovo teatro progettato da Johann Jakob Stehlin der Jüngere. Questo secondo teatro venne inaugurato nel 1875 e venne utilizzato fino al 1904 quando venne distrutto da un incendio. 
Venne subito realizzato il progetto per il terzo teatro, ma furono necessari cinque anni prima che si potesse inaugurare nel 1909. 
Il quarto teatro aprì nel 1975.